# Pumi (chien)
Pour l’article homonyme, voir Pumi.
Ne doit pas être confondu avec le puli.

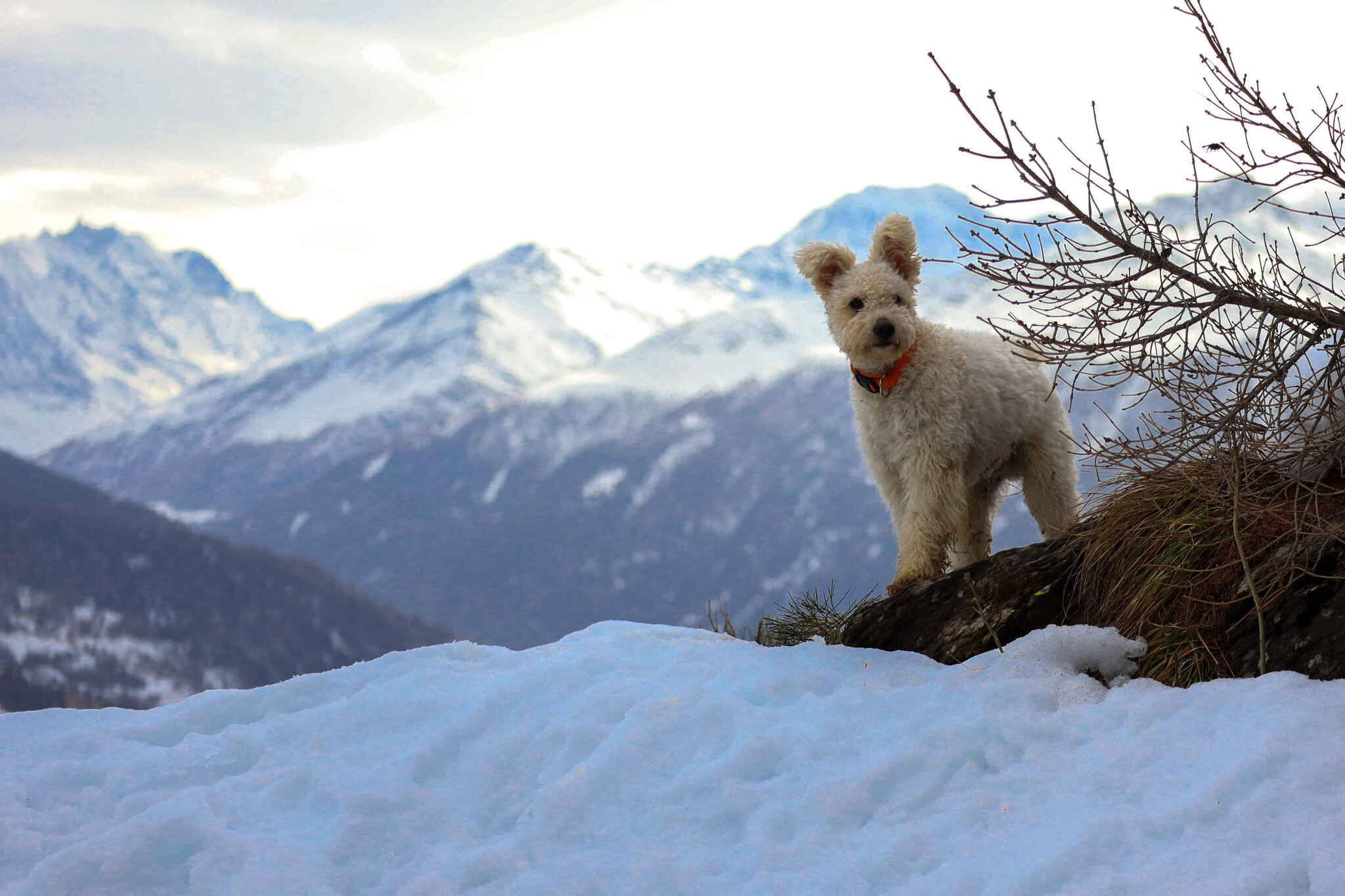

Le pumi est une race de chiens d'origine hongroise. En 2011, sous le gouvernement de Viktor Orbán a été adoptée en Hongrie une taxe sur les chiens dont le pumi est exempté au motif d'être « de race hongroise », au sens de la Grande Hongrie,,.

## Description

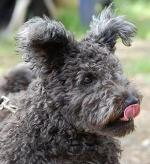

Le pumi est un chien de berger originaire de la Hongrie. Compact, vif, intrépide et endurant, il est immédiatement reconnaissable à son pelage bouclé (noir, gris, fauve ou blanc), à ses oreilles dressées aux deux tiers, et à sa queue enroulée en tire-bouchon au sommet du dos. Il recèle sous un air facétieux et joueur un caractère solide et entreprenant le rendant propre à mener le bétail ovin ou bovin même dans des conditions difficiles. Son flair étant bien développé, il a également fait ses preuves dans le combat contre les carnassiers et les rongeurs. ou encore comme chien de secours. La première mention de cette race, reconnue par la Fédération Canine Internationale (FCI) depuis 1954 , date du XIXe siècle. Le pumi un excellent chien de famille qui ne peut vivre dans un appartement. Intelligent et plein d'énergie, il a besoin de beaucoup de mouvement ; c’est un chien de sport parfait.